# El Valle de Altomira
El Valle de Altomira est une commune espagnole de la province de Cuenca dans la communauté autonome de Castille-La Manche.

## Histoire
La commune est créée en 1970 à la suite de la fusion de Garcinarro, Jabalera et Mazarulleque. La commune nouvellement créée porte alors le nom de « Puebla de Don Francisco », en souvenir de Francisco Ruiz-Jarabo, ministre de la Justice durant la dictature franquiste et natif de Garcinarro.
La commune est renommée en « El Valle de Altomira » le 27 avril 2010.